# Король Парижа
«Король Парижа» — российский художественный фильм, снятый в 1917 году по одноимённому роману французского писателя Жоржа Онэ режиссёром Евгением Бауэром совместно с Ольгой Рахмановой.
Сценарий фильма по французскому роману написал сам Е. Бауэр.

## История создания
Фильм снимался в Ялте. Этот фильм — последняя работа режиссёра. Ещё на съёмках предыдущей картины «За счастьем» Евгений Бауэр сломал ногу, и свой последний фильм он снимал, находясь в кресле, а вскоре заболел пневмонией. Он приступил к съёмкам в самом начале лета 1917 года. Но уже скоро был помещен в ялтинскую больницу и там 9 (22) июня 1917 года режиссёр скончался. Заканчивала картину Ольга Рахманова. Однако многие источники утверждают, что в режиссёрской работе по завершению этой картины принимал участие Лев Кулешов, начинавший свою кинематографическую карьеру как актёр и художник и работавший художником при начале съёмок фильма.
Этот фильм стал последним в зарождавшемся русском кинематографе, относящимся к Серебряному веку — конец Серебряному веку в русском кинематографе положили смерть Е. Бауэра и произошедшая через несколько месяцев Октябрьская революция.
Премьера прошла 6 декабря 1917 года. Однако на экранах России фильм пробыл недолго, да и революционное время не очень располагало ни к сюжету, ни к поднимаемым проблемам. Единственная копия фильма почти 100 лет пролежала в архиве. Одна из сцен фильма была использована Аллой Суриковой в фильме «Человек с бульвара Капуцинов» 1987 года. Лишь через много лет фильм наконец обрел зрителей: он демонстрировался на фестивале продюсерского кино «Кино-Ялта» на открытом показе к 130-летию А. Ханжонкова в сентябре 2007 года, а также был показан по телеканалу «Культура» 24 октября 2008 года.
Фильм сохранился без надписей.

## Сюжет
Фильм поднимает нравственные проблемы высшего элитарного общества Парижа, за которым часто стоит моральное разложение и пустота.
Действие фильма происходит в Париже. Герой — молодой человек по имени Роже, который, оказавшись в затруднительном положении, попадает под влияние парижского авантюриста Паскаля Венкона — он-то и обучает своего юного друга, как стать «королём Парижа». Для этого не требуются таланты и труд, требуется совсем другое — нужные связи, богатые титулованные покровители и покровительницы и умение проводить аферы. Старый аферист учил молодого: «Смотрите… В этом великом городе, где царствует разврат и пошлость, кумиры которого золото и женщины, там вы будете охотиться среди этих волков, тигров и змей. Умейте же их уничтожать и драть с них шкуру — иначе они сожрут вас».
С помощью престарелой герцогини Дьернштейн Роже входит в желанный мир и добивается определенного высокого положения, став там завсегдатаем. Он действительно ощущает себя победителем и «королём Парижа». Однако его авантюры становятся всем известны…

## В ролях
- Вячеслав Свобода — Роже
- Николай Радин — Венкон
- Эмма Бауэр — герцогиня Дьернштейн
- Михаил Стальский — скульптор Жан Генар, сын герцогини
- Мария Болдырева — Жульетта
- Лидия Коренева — Люсьенна Марешаль
- Мария Куликова (II)
- Елена Южная

## Съёмочная группа
- Режиссёры: Евгений Бауэр и Ольга Рахманова
- Сценарист: Евгений Бауэр
- Оператор: Борис Завелев
- Художник: Лев Кулешов
- Продюсер: Александр Ханжонков

Фильм снят на студии АО «А. Ханжонков и К»

## Критика
Рецезент журнала «Проектор» (1917) похвалил фильм: «Постановка картины, принадлежащая покойному Бауэру, в общем очень импозантна, а местами — прямо блестяща (бал у герцогини, сцена на берегу моря и др.)». В то же время он отметил ряд недочётов: «Слабо выдержана постановка студии скульптора Жана Генара, хотелось бы больше разнообразия в пользовании натурой».
Рецензия в «Киногазете» (1918) также содержала в себе как восхищение творчеством Е. Бауэра, так и элемент критики: «Каждая сцена великолепна сама по себе, но именно только в зрительном отношении она очаровывает, ласкает глаз, заставляет восторгаться талантом художника-режиссёра. Но в общем впечатления от картины остается мало».
Советский историк кинематографа Cемён Гинзбург упрекал авторов фильма в неправильной оценке роли буржуазии: «Картина «Король Парижа» по своему материалу, заимствованному из романа Жоржа Оне, была далека от современности. Но она продолжала ту же линию возвеличения крепкой своими моральными устоями буржуазии и противопоставления её аристократии».